# Adada
Adada (altgriechisch Ἄδαδα) ist eine antike Stadt in Pisidien, etwa 40 km südöstlich von Eğirdir und 80 km nordöstlich von Antalya, in der Nähe des heutigen Dorfes Sağrak im Landkreis Sütçüler der türkischen Provinz Isparta.

## Geschichte
Die Stadt wird erstmals in einer Inschrift des 2. Jahrhunderts v. Chr. genannt. Über die Geschichte in der römischen Kaiserzeit ist kaum etwas bekannt, jedoch sind für Adada vier Kaisertempel überliefert.
Erste Münzen sind seit dem 1. Jh. v. Chr. bekannt, die kaiserzeitliche Münzprägung reicht von Trajan bis Valerian. In der Spätantike war Adada ein Bischofssitz.
Sie wurde zuerst von Julius August Schönborn 1842 besucht, dann 1884 wiederentdeckt von dem Amerikaner John Robert Sitlington Sterrett. Gustav Hirschfeld und William M. Ramsay identifizierten sie 1887.

## Ruinen
Die antike Stadt liegt in einem relativ ebenen, weiten Hochtal. Gut erhalten sind noch die vier Kaisertempel des 2./3. Jahrhunderts (einer inschriftlich belegt für die Kaiser und Zeus Sarapis, der zweite inschriftlich für die Kaiser und Aphrodite, der dritte nur die Kaiser, der vierte durch Münzen belegt für Trajan), die Agora mit einer großen Schautreppe sowie das Theater. Ferner zwei spätantike dreischiffige Basiliken.